# Янковский, Ян Станислав
Ян Станислав Янковский (пол. Jan Stanisław Jankowski; 6 мая 1882 — 13 марта 1953; псевдонимы: Doktor, Jan, Klonowski, Sobolewski, Soból) — польский политический деятель, видный представитель польского Сопротивления во время Второй мировой войны. В 1945 году был арестован НКВД и осужден к 8 годам заключения; накануне освобождения   погиб при невыясненных обстоятельствах ().

## Деятельность до войны
Родился 6 мая 1882 в шляхетной семье в деревне Большой Крассув (пол. Krassów Wielki) в 60 км от Варшавы. Учился в австро-венгерской Галиции, по образованию — инженер-агроном. С молодых лет в политике, в 1906 — один из основателей социалистического Национального союза рабочих; с 1912 года член Временной комиссии объединенных партий сторонников независимости (TKSSN) — объединения всех польских партий, поддерживавших Австро-Венгрию как единственную державу, способную объединить и освободить разделенные польские земли. С 1915 года в Польских легионах. После восстановления независимости Польши в 1920 году — сооснователь Национальной рабочей партии (возглавлял её до 1923 года,  зам. председателя до 1933 года). Министр труда и социальной политики Польши в 1921—1926 гг., член Сейма в 1928—1935 гг.

## Во время оккупации
После поражения Польши в начале Второй мировой войны Янковский остался в стране и участвовал в воссоздании своей партии в условиях подполья. С 1941 директор по вопросам труда и социальной защиты при находившемся в стране представителе польского правительства в изгнании. Когда в феврале 1943 представитель правительства Ян Пекалкевич был арестован гестапо, занял его место и в 1944 получил формальный статус вице-премьер-министра Польши. 31 июля 1944 одобрил решение о начале Варшавского восстания. Во время боев в Варшаве находился вблизи штаба Армии крайовой, однако потерял связь с большинством ячеек в других частях Польши. После сдачи Варшавы немцам покинул город вместе с гражданскими лицами и укрылся в сельской местности, где продолжал исполнять свои обязанности. Янковский возглавил новую подпольную  военно-политическую организацию под названием NIE, официально созданную польским эмиграционным правительством 14 ноября 1944 года. В задачи новой структуры входило ведение разведки и пропаганды в тылу Красной армии, диверсионная деятельность и ликвидация политических противников. Однако развернуть деятельность новой организации сколько-нибудь широко не удалось. Руководящие кадры АК-NIE находились в глубоком кризисе. В результате активной чекистской деятельности «Неподлеглость» полностью прекратила своё существование уже весной 1945 года, когда почти все активные члены её руководства были арестованы.
В мартe 1945 года руководящие кадры антикоммунистического подполья в тылу действующей Красной Армии находящийся в Польше на нелегальном положении - представители эмигрантского польского правительства, большинство делегатов Совета Национального единства (временного подпольного парламента) и руководители АК-NIE были приглашены «генералом советских войск Ивановым» (генералом НКГБ И. А. Серовым) на конференцию по поводу возможного вхождения руководителей aнтикоммунистическогo подполья в новoe правительствo. Однако они заявили о желании получить 80 % мест в новом кабинете (нe признaвали Временного правительствa Польской Республики) и требовали рейсa в Лондон. Несмотря на предоставленные им гарантии безопасности, 27 марта представители антикоммунистического подполья были арестованы в Прушкуве и доставлены в Москву.

## Арест, процесс и смерть
Во время следствия вёл себя мужественно. На первом допросе протестовал против своего ареста и заявил: «Мы не желаем, чтобы Польша была 17-й республикой СССР, мы хотим свободы и будем за неё бороться». Позднее, на вопрос о лицах, занимавших руководящие посты в структуре подпольного совета министров в Польше, ответил, что отказывается их назвать, так как связан присягой польскому лондонскому правительству. Лишь 8 мая на очередном допросе признал свою ответственность, за то, что не выполнил приказ командования Красной армии о сдаче радиостанции, с помощью которой осуществлялась связь с Лондоном и политическую ответственность за действия Армии Крайовой. 18-21 июня 1945 состоялся так называемый «Процесс шестнадцати», на котором Янковскому и другим подсудимым были предъявлены обвинения. Из обвинительного заключения по обвинению Окулицкого Л. Б., Янковского Я. И., Бень А. В., Ясюковича С. И. и других в количестве 16 человек в преступлениях, предусмотренных ст. ст. 58-6, 58-8, 58-9, 58-11 Уголовного Кодекса РСФСР. «'Следствие считает установленным, что:
1) обвиняемые по настоящему делу Окулицкий Л. Б., Янковский Я. С, Бень А. В. и Ясюкович С. И. после освобождения территории западных областей Украины и Белоруссии, а также Литвы и Польши, являлись организаторами и руководителями польских нелегальных организаций на этой территории, проводивших активную подрывную работу в тылу Красной Армии;
2) обвиняемый Окулицкий при участии обвиняемых Янковского, Бень и Ясюковича, действуя по указаниям польского эмигрантского „правительства“, ложно заявив Советскому военному командованию о роспуске „Армии Крайовой“, в действительности сохранили её штабы, офицерские кадры и на этой базе создали новую законспирированную военно-политическую организацию под наименованием „НЕ“ — „Неподлеглость“ („Независимость“), в целях продолжения подрывной работы в тылу Красной Армии и подготовки военного выступления в блоке с Германией против СССР;
3) руководили подрывной деятельностью созданных ими подпольных организаций, направляли её на совершение террористических актов против бойцов и офицеров Красной Армии, диверсий на коммуникациях Красной Армии, неся таким образом всю моральную и политическую ответственность за диверсии и за террористические акты, совершенные в тылу Красной Армии;
4) вопреки приказу Советского военного командования об обязательной сдаче приемо-передаточных радиостанций, оружия и боеприпасов, скрыли их и использовали для подрывной работы против Действующей Красной Армии;
5) обвиняемый Окулицкий занимался ведением разведывательно-шпионской работы в тылах Красной Армии;
6) что обвиняемые Пайдак А. Ю., Пужак К. В., Звежинский А. К., Багинский К. С, Мерзва С. Ф., Стыпулковский З. Ф., Чарновский Е. С, Хацинский И. А., Урбанский Ф. А., Михаловский С. Ф., Кобылянский К. С. и Стемлер-Домбский И. Г. принимали участие в подрывной деятельности польского подполья на территории Польши в тылу Действующей Красной Армии, были осведомлены о невыполнении руководителями подполья приказов Советского военного командования о сдаче приемо-передаточных радиостанций, оружия и боеприпасов и использовали их в преступных целях.
Обвиняемые Окулицкий, Янковский, Ясюкович, Бень, Пайдак, Звежинский, Чарновский, Кобылянский, Мерзва, Урбанский, Михаловский и Стемлер-Домбский признали себя виновными в предъявленном обвинении полностью и уличаются имеющимися в деле документами, вещественными доказательствами и показаниями свидетелей». Он был приговорен к 8 годам заключения.

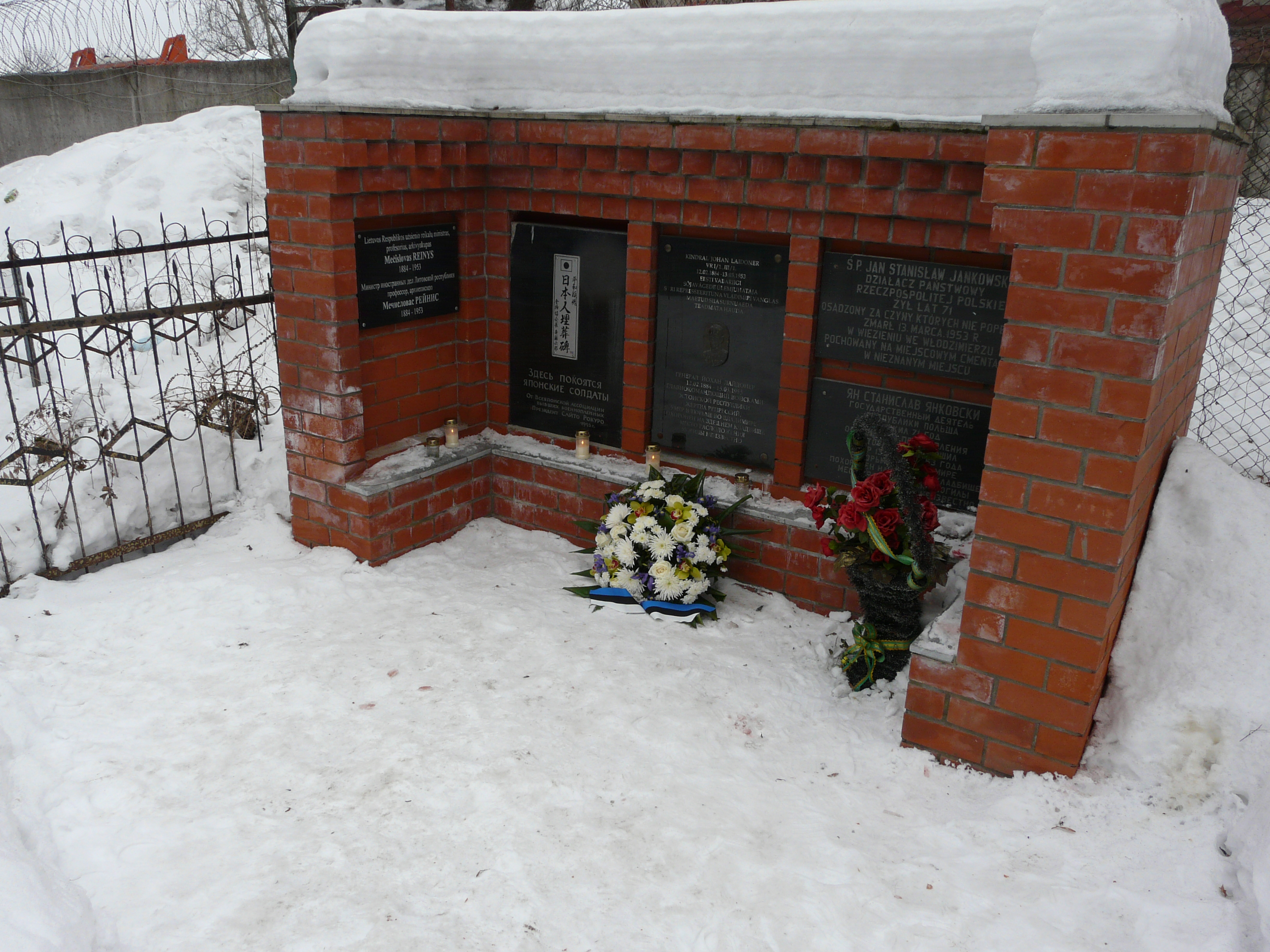
Мемориал на Князь-Владимирском кладбище

За две недели до истечения срока заключения, 13 марта 1953, Станислав Янковский скончался во Владимирском централе и вероятно, был похоронен на ближайшем Князь-Владимирском кладбище вместе с эстонским генералом Йоханом Лайдонером, который находился в советском заключении с 1941 и по странному стечению обстоятельств «умер» в тот же день, что и Янковский. Точные обстоятельства смерти и место захоронения Янковского до сих пор засекречены, некоторые авторы предполагают, что он мог быть убит. В память о Янковском на Князь-Владимирском кладбище установлена мемориальная доска.

## Награды
- Орден Virtuti Militari 5-й степени (1944, за участие в Варшавском восстании)
- Орден Белого орла (посмертно, 1995)